# Juguetes rotos
Juguetes rotos és una pel·lícula de documental espanyola, considerada pionera en el seu moment, dirigida per Manuel Summers,coautor del guió amb Tico Medina. Fou fortament censurada en el seu moment (va patir fins a 37 talls) i no es va poder veure sencera fins a la fi del franquisme.

## Sinopsi
Per realitzar la pel·lícula es va dedicar a buscar els ídols de la seva infantesa (toreros, boxadors, futbolistes, actors) i es va trobar ancians oblidats i abandonats, alguns vivint en hospicis, altres gairebé en el llindar de la pobresa. Rodada en blanc i negre i usant imatges d'arxiu mostra una imatge crua del desenvolupisme espanyol de la dècada del 1960, mostrant la misèria social i l'amnèsia del país vers la fugacitat de l'èxit.

## Personatges entrevistats
Toreros
- Nicanor Villalta
- Francisco Díaz (Pacorro)
- Eduardo López

Boxadors
- Hilario Martínez
- Paulino Uzcudum
- Luis Vallespín
- Eusebio Librero
- Ricardo Alís

Futbolista
- Guillermo Gorostiza

Actors
- Marina Torres (model i actriu)

## Premis
Malgrat les traves de la censura, als Premis del Sindicat Nacional de l'Espectacle de 1966 va obtenir el 4t premi a la millor pel·lícula (100.000 pessetes). També va guanyar el premi especial del jurat a la Seminci de 1966.